# Francisco Andrés Escobar
Francisco Andrés Escobar (San Salvador, 10 de octubre de 1942 - 9 de mayo de 2010) fue un  actor, escritor y periodista salvadoreño. Realizó estudios en licenciatura en Trabajo Social y Ciencias Políticas en la Universidad Centroamericana "José Simeón Cañas" y participó como actor protagónico o coprotagonista en diversas obras teatrales. También dirigió una pieza dramática de su propia autoría: Un tal Ignacio (1994), dedicada a la memoria del rector de la UCA, Ignacio Ellacuría, asesinado el 16 de noviembre de 1989 por miembros de la Fuerza Armada de El Salvador.
Asimismo colaboró como periodista y articulista en la revista Estudios centroamericanos (ECA), a cuyo consejo de redacción perteneció entre 1979 y 1998, Revista Semana (ya desaparecida), y en los periódicos El Mundo y La Prensa Gráfica donde publicó sus últimos cuentos y crónicas. 
Su obra publicada incluye los poemarios Una historia de pájaros y niebla (1978), Petición y ofrenda (1979), Ofertorio (1979), Solamente una vez (1997); la recopilación de cuentos y crónicas El país de donde vengo (1998) y el libro La lira, la cruz y la sombra (2003) que relata la biografía del poeta Alfredo Espino. 
En 1995, el gobierno de El Salvador le concedió el Premio Nacional de Cultura y fue elegido como miembro de la Academia Salvadoreña de la Lengua.